# Lendwithcare
Lendwithcare — интернет-платформа, предоставляющая доступ к микрокредитованию владельцам небольших бизнесов в развивающихся странах. Сайт работает с предпринимателями Камбоджи, Бенина, Филиппин, Босния и Герцеговины и Эквадора через местные микрофинансовые организации.

## История
Lendwithcare был основан в 2010 году. Сайт сотрудничает с микрофинансовыми организациями тех стран, на которые распространяется его действие. Организация проверяет заёмщика и его бизнес-план и в случае одобрения выдаёт ему кредит. Вместе с тем профиль бизнесмена появляется на Lendwithcare и жители Великобритании могут выделить ему необходимые деньги. Как только сумма займов, выданных пользователями сайта, сравняется с той, которую уже получил бизнесмен, её отправляют в выдавшую заём микрофинансовую организацию и последующие выплаты направляются уже спонсорам с Lendwithcare. Минимальная сумма займа — 15 фунтов, сроки возврата от 6 до 12 месяцев. С 2012 года существует возможность кредитования групп лиц, например церковных общин, спортивных команд или кооперативов.
По состоянию на 2013 год при участии сайта были выданы 74 тысячи займов на общую сумму 2 миллиона 700 тысяч фунтов стерлингов. 
Послами Lendwithcare являются известные в Великобритании телеведущие Кейт Гэррауэй и Аластер Стюарт, а также мультимиллионер Дебора Мидэн.